# Войтове (Щастинський район)
Войтове́ — село в Україні, у Щастинській міській громаді Щастинського району Луганської області. Населення становить 403 осіб. До 2020 року орган місцевого самоврядування — Петропавлівська селищна рада.

## Історія
У 1932–1933 роках Войтівська сільська рада постраждала від Голодомору. За свідченнями очевидців кількість померлих склала щонайменше 47 осіб, імена яких встановлено.

## Населення
Згідно з переписом УРСР 1989 року чисельність наявного населення села становила 402 особи, з яких 188 чоловіків та 214 жінок.
За переписом населення України 2001 року в селі мешкало 407 осіб.

### Мова
Розподіл населення за рідною мовою за даними перепису 2001 року:
| Мова       | Відсоток |
| ---------- | -------- |
| українська | 71,22 %  |
| російська  | 27,79 %  |
| білоруська | 0,50 %   |
| молдовська | 0,25 %   |
| інші       | 0,24 %   |